# John Levene
John Levene (nacido John Anthony Woods; Salisbury, Wiltshire; 24 de diciembre de 1941) es un actor británica. Su papel más famoso fue el del Sargento Benton de UNIT en la serie de televisión Doctor Who.

## Carrera
Trabajaba en una tienda de ropa masculina en Regents Street en Londres cuando Telly Savalas le animó a inscribirse como actor para The Dirty Dozen. No consiguió el papel al no ser miembro de la unión de actores, pero esto le hizo interesarse por la interpretación. Al unirse a la Asociación de Actores Británicos Equity, adoptó el nombre artístico de John Levene para evitar la confusión con otro John Woods ya registrado en la unión.
Su primer papel fue en la serie de televisión Adam Adamant Lives!. Otros papeles en televisión incluyen episodios de Callan (1970), The Adventurer (1972) y la película Go for a Take (1972).
Hizo una aparición sin acreditar como un Cyberman en el serial de Doctor Who de 1967 The Moonbase y como un Yeti en The Web of Fear antes de hacer su primera aparición como el entonces Cabo Benton en el serial de Doctor Who The Invasion en 1968. The Web of Fear fue, casualmente, el serial que presentó al comandante de Benton, el Brigadier Lethbridge-Stewart, aunque solamente era un coronel entonces. Lethbridge-Stewart y UNIT aparecieron regularmente en la primera mitad de los setenta en Doctor Who, y así el Sargento Benton se convirtió también en personaje regular.
En 1977, tras su última aparición en Doctor Who, Levene abandonó la interpretación para crear su propia compañía audiovisual, Genesis Communications, y ha dirigido más de 45 eventos audiovisuales y en directo para clientes varios como, entre otros, la Ford Motor Company, British Airways, KFC, Amway y Revlon. Regresaría brevemente al papel de Benton en la producción en video de 1988 de Reeltime Pictures Wartime.
También ha ejercido como animador en líneas de cruceros, y actualmente ha emigrado a los Estados Unidos, donde ha vuelto a la interpretación con el nombre de John Anthony Blake. Blake es el apellido de soltera de su madre, con quien tenía mucha mejor relación que con su padre.
Está casado y es padre de dos hijos de su anterior matrimonio. Su último trabajo en la interpretación ha sido en la película independiente Cannibalistic. También ha aparecido en un episodio de Big Bad Beetleborgs, videos industriales, y ha hecho doblaje para Disney y el Queen Mary Hotel, entre otros trabajos. El 28 de septiembre de 2012 publicó un disco, The Ballads of Sergeant Benton. Regresaría al Reino Unido en 2012 para promocionar su álbum en varios eventos de Doctor Who.